# إنفوتراك
إنفوتراك بالإنجليزية (Infotrac) وهي عبارة عن مجموعة من قواعد بيانات نصية كاملة المحتوى من الصُحف الأكاديمية والمجلات العامة التي تستهدف أسواق أمريكا الشمالية الناطقة بالإنجليزية. كما هو معتاد في قاعدة البيانات الخاصة عبر الإنترنت، حيث تستخدم أشكال مختلفة من المصادقة للتحقق من الانتساب إلى المكتبات الأكاديمية، العامة والمدرسية. ويتم نشر قواعد البيانات المعلوماتية بواسطة (غيل) ، وهي جزء من مؤسسة سينغيج للتعليم (Cengage learning).
اعتبارًا من عام 1994، نشرت شركة وصول المعلومات (ICA) قواعد بيانات إنفوتراك على أقراص مدمجة تم إرسالها بالبريد إلى المكتبات المشتركة على فترات منتظمة [1]. وفي ذلك العصر، عندما كانت الحواسيب الشخصية لا تزال جديدة نسبيا، لم يكن كثير من الناشرين يرخصون النص الكامل لمقالاتهم، ولذلك فإن معظم المنشورات لا تمثّل إلا بملخصات المقالات، وهذا يعني أن مجموعة منتجات InfoTrac كانت في البداية قواعد بيانات ببليوغرافية في المقام الأول بالمقارنة مع قواعد بيانات النص الكامل. وعلاوة على ذلك، فإن أجهزة الكمبيوتر الشخصية التي تُستخدم عادة كأجهزة طرفية معلوماتية تعمل فقط في وضع النص؛ بمعنى أن «النص الكامل» يعني النص فقط وليس المقال كما تم نشره في الأصل مع الصور والرسوم التوضيحية.
ومع ذلك، نشرت قواعد بيانات معلوماتية بالتنسيق مع مختلف منتجات الميكروفيلم من (IAC) التي جاءت على خراطيش التحميل التلقائي المرقمة بالتسلسل، والتي كانت الإطارات الفردية مرقمة أيضا بشكل فردي [1]. معظم تجريدات إنفوتراك والمقالات الكاملة النص من الثمانينات والتسعينات لديها رمز موقع في نهاية المقال يشير إلى الإطار الدقيق على خرطوشة ميكروفيلم حيث تبدأ القصة، التي يمكن أن يستخدمها مستخدم المكتبة للحصول على نسخة من المقال كما تم نشره في الأصل.

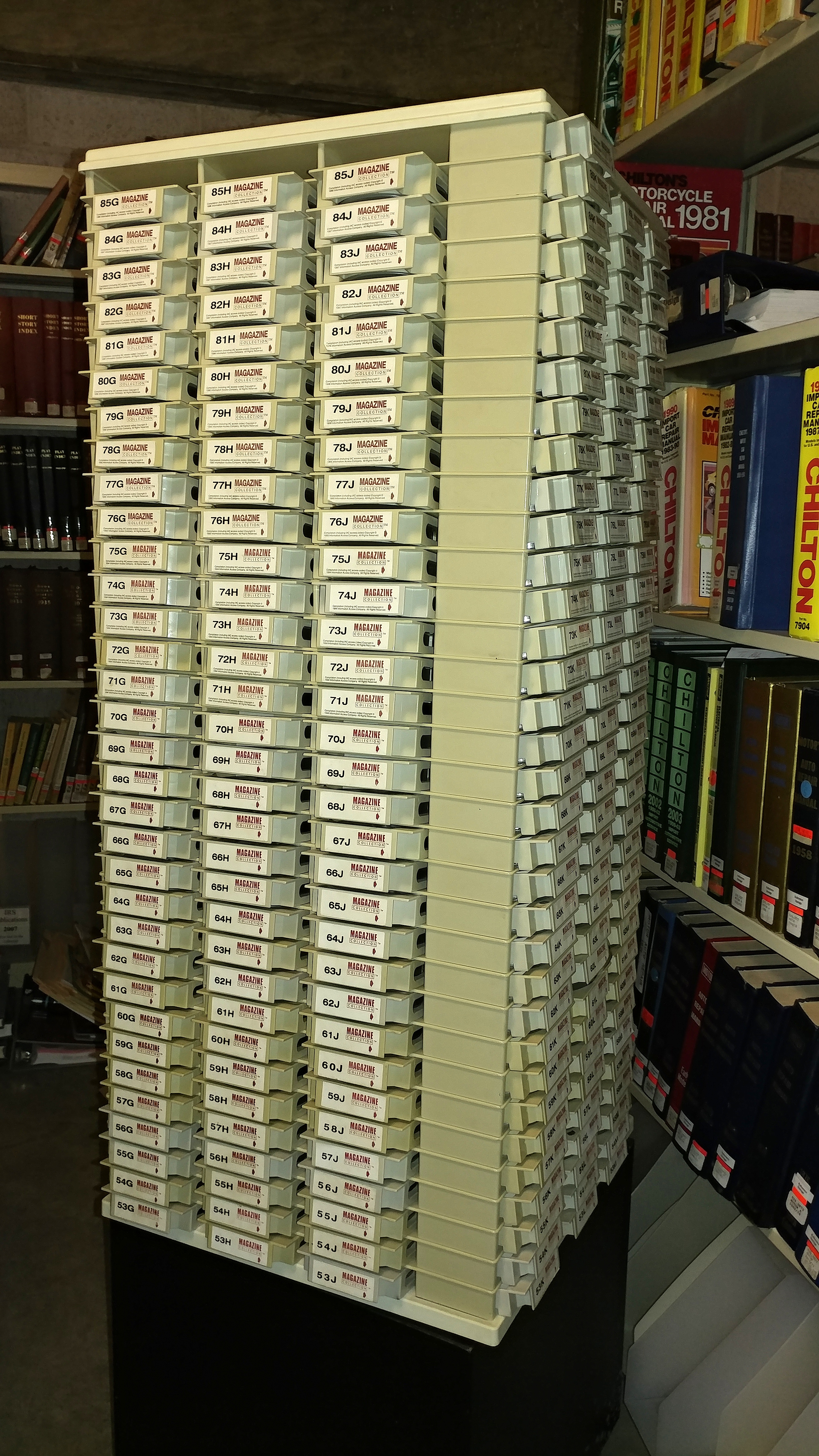
حلقة دوارة InfoTrac دوارة

و مع كل اشتراك في منتج ميكروفيلم، تضمن IAC مكتبةً دوارة كبيرة مع فتحات يمكن تخزين الخراطيش فيها للوصول السهل،[1] كما أنها تباع قارئات أفلام صغيرة خاصة بخراطيش الطباعة الخاصة بها.
سيكون بإمكان القراء أخد الجزء العريض من نهاية الميكروفيلم عند ادخال الخرطوشة تلقائيًا بعد ثانية أو اثنتين. بينما بكرات الميكروفيلم الأساسية يجب أن يتم ادخالها يدويًا للقارئ، وهذا بطبيعة الحال أبطأ بكثير.
وبهذا، فإن المكتبات الأمريكية العامة الممولة في الثمانينات والتسعينات كانت قد حصلت على العديد من قواعد البيانات النهائية، دوارات الخراطيش من شركة وصول المعلومات وقراء الميكروفيلم.فمن الاحتمال أن يستخدم الباحثون البيانات النهائية ليتم تحصيل قائمة بجميع رموز الإطار والخراطيش التي تختص بالمقالات ذات الاهتمام لديهم. وسيقومون بسحب الخراطيش المتماثلة من الدوارات والطابعات في القارئ لطباعة نسخ مصورة من المقالات كما الأصلية.
وقد استحوذت مجموعة غال على شركة وصول المعلومات في عام 1994. وعلى غرار معظم شركات قواعد البيانات، بدأت غيل في توفير الوصول في الوقت الفعلي إلى قواعد بيانات إنفوتراك  من خلال واجهة ويب في أواخر التسعينات (مع تحسين تغطية النص الكامل في نفس الوقت). وفي حوالي عام 2000، قامت غيل في جعل المقالات الممسوحة ضوئيًا على شكل PDF متاحة مباشرة من خلال واجهة الويب، مما أعفى المستخدمين من الذهاب إلى الميكروفيلم أو نسخة مطبوعة للحصول على نُسخ منشورة من المقالات.
تم إعادة إطلاق العلامة التجارية انفوتراك  في عام 2005 على منصة تكنولوجيا جديدة Thomas Gale powersearch ، والتي تم تسميتها «المنتج الأكثر تحسينا» عام 2005 في تشارلستون مؤتمر.  كما احتلت InfoTrac المركز التاسع في قائمة صحف المكتبة اليومية من ضمن 50 مكتبة من العلامات التجارية للألفية.[بحاجة لمصدر].